# Saint-Martin-du-Tertre (Borgogna-Franca Contea)
Saint-Martin-du-Tertre è un comune francese di 1 570 abitanti situato nel dipartimento della Yonne nella regione della Borgogna-Franca Contea.

## Società

### Evoluzione demografica
Abitanti censiti